# Brăești, Iași
Braesti là một xã thuộc hạt Iași, România. Dân số thời điểm năm 2002 là 3286 người.